# Ligidia decisissima
Ligidia decisissima är en fjärilsart som beskrevs av Walker 1862. Ligidia decisissima ingår i släktet Ligidia och familjen nattflyn. Inga underarter finns listade i Catalogue of Life.